# Liste der Abgeordneten zum provisorischen Steiermärkischen Landtag 1848
Diese Liste nennt die Abgeordneten zum provisorischen Steiermärkischen Landtag 1848.

## Zusammentreten
In der Steiermark bestanden historisch die Steiermärkischen Landstände. In der Revolution von 1848/1849 im Kaisertum Österreich wurden sie letztmalig einberufen und wählten Vertreter in den Ständischen Zentralausschuss. Parallel dazu wurde die Wahl eines provisorischen Steiermärkischen Landtags betrieben. Rechtsgrundlage war ein Ministerial-Erlass vom 13. Mai 1848, der den Beschluss der Stände vom 29. April bestätigte. Danach sollte der provisorische Steiermärkische Landtag wie folgt zusammengesetzt sein:
- 30 Vertreter des landständischen Gutsbesitzes (von denen 20 durch die landständischen und 10 durch die nicht landständischen Besitzer zu wählen waren)
- 30 Vertreter der bürgerlichen Gemeinden, der Universität, des Johanäums  und der höheren Industrie und
- 30 Vertreter des Bauernstandes

Der Landtag trat in fünfundvierzig Landtagssitzungen zusammen.
Landeshauptmann und damit Vorsitzender des Landtags war Ignaz Maria von Attems-Heiligenkreuz.

## Liste der Abgeordneten
| Kurie                                            | Ort               | Abgeordneter                               | Stellvertreter                                         | Anmerkung |
| ------------------------------------------------ | ----------------- | ------------------------------------------ | ------------------------------------------------------ | --- |
| Prälatenstand                                    |                   | Benno Kreil, Abt in Admont                 | Joachim Suppan, Abt in St. Lambrecht                   | |
| Prälatenstand                                    |                   | Ludwig Crophius, Abt in Rein               | Probst Gottlieb Kerschbaumer in Borau                  | |
| Prälatenstand                                    |                   | Alois Laritz, Probst in Bruck              | Josef Krammer, Domprobst in Graz                       | |
| Stand der Herren und Ritter                      |                   | Anton Graf von Lamberg                     | Dr. von Kaiserfeld                                     | |
| Stand der Herren und Ritter                      |                   | Franz Graf von Wurmbrand                   | Carl Greisdorfer, Bezirks-Commissär in Gonobitz        | |
| Stand der Herren und Ritter                      |                   | J.E.R. Pittoni von Dannenfeldt             | Johann Ritter von Azula                                | |
| Stand der Herren und Ritter                      |                   | Carl Graf von Gleispach                    | Rudolf Ritter von Warnhauser                           | |
| Stand der Herren und Ritter                      |                   | Wilhelm Graf von Rhünburg                  | Johann Ritter von Pistor                               | |
| Stand der Herren und Ritter                      |                   | Ludwig Freiherr von Mandell                | Friedrich Freiherr von Waidmannsdorf                   | |
| Stand der Herren und Ritter                      |                   | Carl Freiherr von Mandell                  | Alfred Graf Dessenffans d'Avernas                      | |
| Stand der Herren und Ritter                      |                   | Franz Ritter von Friebau                   | Alois Edler von Kunsti                                 | |
| Stand der Herren und Ritter                      |                   | Josef Graf von Kottulinsky d. J.           | Adolf Freiherr von Hingenau                            | |
| Stand der Herren und Ritter                      |                   | Josef Ritter Fraydenegg                    | Franz Ritter von Fraydenegg                            | |
| Stand der Herren und Ritter                      |                   | Friedrich Graf von Herberstein             | Vincenz Ragy, Steuer-Controllcommissär                 | |
| Stand der Herren und Ritter                      |                   | Franz Ritter von Kalchberg                 | Gordian Freiherr von Gudenus                           | |
| Stand der Herren und Ritter                      |                   | Ludwig Edler Herr von Saffran              | Wilhelm Wanisch, Bezirks-Commissär von Untertapfenberg | |
| Stand der Herren und Ritter                      |                   | Heinrich Graf Brandis                      | Ignatz Dissauer d. Ä.                                  | |
| Stand der Herren und Ritter                      |                   | Wolf Graf von Stubenberg                   | Josef Graf Wurmbrand                                   | |
| Stand der Herren und Ritter                      |                   | Leopold Graf von Platz                     | Anton Kirchner                                         | |
| Stand der Herren und Ritter                      |                   | Johann Ritter von Resingen                 | Ferdinand Freiherr von Dienersberg                     | |
| Nicht-landständige Gutsbesitzer                  |                   | Franz Hirschhofer                          | Cajetan von Schluetenberg                              | |
| Nicht-landständige Gutsbesitzer                  |                   | Johann Drasch                              | Alois Sparovitz                                        | |
| Nicht-landständige Gutsbesitzer                  |                   | Ignatz Oblak                               | Johann Pauer                                           | |
| Nicht-landständige Gutsbesitzer                  |                   | Vincenz Perko                              | Alois von Kriehuber                                    | |
| Nicht-landständige Gutsbesitzer                  |                   | Dr. Josef von Neupauer                     | Richard Possek                                         | |
| Nicht-landständige Gutsbesitzer                  |                   | Dr. Josef Haffner                          | Vincenz Ragy                                           | |
| Nicht-landständige Gutsbesitzer                  |                   | Dr. Anton Edler von Wasserfall             | Moritz Edler von Kaiserfeld                            | Anton von Wasserfall wurde doppelt gewählt, daher wurde in einem Fall Moritz Edler von Kaiserfeld einberufen |
| Nicht-landständige Gutsbesitzer                  |                   | Anton Ulm                                  | Heinrich Knassl-Lenz                                   | |
| Nicht-landständige Gutsbesitzer                  |                   | Moritz Ritter von Horstig                  | Anton Kirchner                                         | |
| Nicht-landständige Gutsbesitzer                  |                   | Dr. Carl Peintinger                        | Carl Denike                                            | |
| Intelligenz, Industrie und bürgerliche Gemeinden | Universität       | Dr. Franz Wiesenauer                       | Dr. Leopold Haßler                                     | |
| Intelligenz, Industrie und bürgerliche Gemeinden | Universität       | Prof. Johann Gottlieb                      | Dr. Siegmund Aichhorn                                  | |
| Intelligenz, Industrie und bürgerliche Gemeinden | Universität       | Dr. Vincenz Edler von Emperger             | Dr. Alois Emreker                                      | |
| Intelligenz, Industrie und bürgerliche Gemeinden | von den Fabriken  | Josef Mayer, Direktor der Zuckerraffinerie | Andreas Rospini                                        | |
| Intelligenz, Industrie und bürgerliche Gemeinden | Montan-Industrie  | Dr. Carl Peintinger                        | Anton Fischer                                          | Aufgrund der Doppelwahl von Carl Peintinger wurde hier Anton Fischer einberufen                              |
| Intelligenz, Industrie und bürgerliche Gemeinden | Montan-Industrie  | Ferdinand Edler Herr von Thinnfeld         | Nikolaus Forscher                                      | |
| Intelligenz, Industrie und bürgerliche Gemeinden | Montan-Industrie  | Alois Zeitlinger                           | Josef Ebner                                            | |
| Intelligenz, Industrie und bürgerliche Gemeinden | Stadt Graz        | Alois Nord, Magistratsrat                  | Anton Huber, Magistratsrat                             | |
| Intelligenz, Industrie und bürgerliche Gemeinden | Stadt Graz        | Carl Königshofer                           | Carl Hochecker                                         | |
| Intelligenz, Industrie und bürgerliche Gemeinden | Stadt Graz        | Josef Mark                                 | Christof Rees                                          | |
| Intelligenz, Industrie und bürgerliche Gemeinden | Stadt Graz        | Dr. Anton Edler von Wasserfall             | Dr. Moritz Edler von Kaiserfeld                        | Anton von Wasserfall wurde doppelt gewählt, daher wurde in einem Fall Moritz Edler von Kaiserfeld einberufen |
| Intelligenz, Industrie und bürgerliche Gemeinden | Stadt Graz        | Michael Burgleitner                        | Alois Schlosser                                        | |
| Intelligenz, Industrie und bürgerliche Gemeinden | Stadt Graz        | David Sigmund                              | Georg Koch                                             | |
| Intelligenz, Industrie und bürgerliche Gemeinden | Kreis Graz        | Josef Guggitz, Syndiker von Fehring        | Georg Stöger, Bürger von Stainz                        | |
| Intelligenz, Industrie und bürgerliche Gemeinden | Kreis Graz        | Ignatz Gottsberger, Bürger von Radkersburg | Franz Freiberger, Bürger von Fehring                   | |
| Intelligenz, Industrie und bürgerliche Gemeinden | Kreis Graz        | Johann Herbst, Bürger von Pischelsdorf     | Josef Mickl, Bürger von Ilz                            | |
| Intelligenz, Industrie und bürgerliche Gemeinden | Stadt Judenburg   | Johann Schaffer, Bürgermeister Judenburg   | Johann Reuschl aus Judenburg                           | |
| Intelligenz, Industrie und bürgerliche Gemeinden | Stadt Bruck       | Johann Pichlmayer                          | Carl von Segenschmid                                   | |
| Intelligenz, Industrie und bürgerliche Gemeinden | Stadt Leoben      | Dr. Ignaz Homan                            | Dr. Johann Sinz                                        | |
| Intelligenz, Industrie und bürgerliche Gemeinden | Stadt Marburg     | Franz von Gasteiger                        | Johann Jungblut                                        | |
| Intelligenz, Industrie und bürgerliche Gemeinden | Stadt Pettau      | Franz Raisp                                | Johann Janeschitsch                                    | |
| Intelligenz, Industrie und bürgerliche Gemeinden | Stadt Cilli       | Dr. Imathias Foregger                      | Vincenz Gurnigg                                        | |
| Intelligenz, Industrie und bürgerliche Gemeinden | Stadt Fürstenfeld | Dr. Leopold Lift                           | Ferdinand Kollegger                                    | |
| Intelligenz, Industrie und bürgerliche Gemeinden | Kreis Judenburg   | Josef Hutter                               | Nikolaus Forcher                                       | |
| Intelligenz, Industrie und bürgerliche Gemeinden | Kreis Judenburg   | Jakob Meßner                               | Anton Boden                                            | |
| Intelligenz, Industrie und bürgerliche Gemeinden | Kreis Bruck       | Cajetan Schmidt                            | Franz Sperbauer                                        | |
| Intelligenz, Industrie und bürgerliche Gemeinden | Kreis Marburg     | Dr. Johann Gottweiß                        | Jakob Kruschnik                                        | |
| Intelligenz, Industrie und bürgerliche Gemeinden | Kreis Marburg     | Dr. Stefan Rotschevar                      | Dr. Peter Trummer                                      | |
| Intelligenz, Industrie und bürgerliche Gemeinden | Kreis Cilli       | Vincenz Gurnigg                            | Carl Flecker                                           | |
| Intelligenz, Industrie und bürgerliche Gemeinden | Kreis Cilli       | Franz Schuscha                             | Josef Smreker                                          | |
| Bauernstand                                      | Graz              | Michael Mayer                              | Vincenz Grill                                          | |
| Bauernstand                                      | Graz              | Johann Scheucher                           | Johann Müller                                          | |
| Bauernstand                                      | Feldbach          | Johann König                               | Josef Akerl                                            | |
| Bauernstand                                      | Feldbach          | Josef Kleindl                              | Anton Groß                                             | |
| Bauernstand                                      | Hartberg          | Ferdinand Berditsch                        | Mathias Fuchs                                          | |
| Bauernstand                                      | Hartberg          | Nikolaus Kielnhofer                        | Josef Fall                                             | |
| Bauernstand                                      | Weiz              | Anton Heschl                               | Franz Binder                                           | |
| Bauernstand                                      | Weiz              | Franz Darnhofer                            | Michael Hofer                                          | |
| Bauernstand                                      | Wildon            | Lorenz Huhl                                | Mathias Weiß                                           | |
| Bauernstand                                      | Wildon            | Alois Scheucher                            | Franz Fruhwirth                                        | |
| Bauernstand                                      | Marburg           | Josef Schmierderer                         | Mathias Hrauba                                         | |
| Bauernstand                                      | Marburg           | Franz Rottmann                             | Andreas Tappeiner                                      | |
| Bauernstand                                      | Pettau            | Jakob Kreft                                | Mathias Reich                                          | |
| Bauernstand                                      | Pettau            | Georg Masten                               | Mathias Eideritsch                                     | |
| Bauernstand                                      | Gleinstätten      | Jakob Kruschnik                            | Josef Fasching                                         | |
| Bauernstand                                      | Gleinstätten      | Anton Fasching                             | Gregor Seifried                                        | |
| Bauernstand                                      | Gonobitz          | Gustav Woutoschegg                         | Matthäus Kummer                                        | |
| Bauernstand                                      | Gonobitz          | Josef Gossak                               | Filipp Katz                                            | |
| Bauernstand                                      | Lichtenwald       | Johann Lukeschitsch                        | Mathias Urreg                                          | |
| Bauernstand                                      | Lichtenwald       | Martin Schosterritsch                      | Johann Janeschitsch                                    | |
| Bauernstand                                      | Cilli             | Mathias Walland                            | Johann Storr                                           | |
| Bauernstand                                      | Cilli             | Mathias Suppanz                            | Franz Ropotar                                          | |
| Bauernstand                                      | Kindberg          | Andrä Pierer                               | Anton Wegerer                                          | |
| Bauernstand                                      | Kindberg          | Gottfried Eder                             | Johann Letolder                                        | |
| Bauernstand                                      | Leoben            | Jakob Mayer                                | Josef Hackl                                            | |
| Bauernstand                                      | Leoben            | Johann Steinrieser                         | Simon Wilding                                          | |
| Bauernstand                                      | Liezen            | Georg Schiestl                             | Josef Etlmayer                                         | |
| Bauernstand                                      | Liezen            | Jakob Legensteiner                         | Josef Schupfer                                         | |
| Bauernstand                                      | Judenburg         | Anton Brandstetter                         | Jakob Fruhmann                                         | |
| Bauernstand                                      | Judenburg         | Franz Neuper                               | Benedict Kreinbucher                                   | |